# Eugène Chalm
Eugène Chalm, qui signait Eujen Chalm en breton, né le 13 décembre 1919 à Primelin (Finistère) et mort le 29 septembre 2002 à Rennes, est un enseignant, auteur d'une grammaire en breton. 

## Biographie
Originaire de Primelin dans le  Cap Sizun, il est instituteur à Laval, il y a également enseigné le breton. Il est également correcteur pour l'association Skol Ober. Il est l'auteur de plusieurs ouvrages, dont une grammaire du breton publiée en 2008, l'une des meilleures et des plus complètes à ce jour.
Il obtient en 1998 le Prix Roparz Hemon pour son œuvre. 

## Ouvrages
- (br) Eujen Chalm, Eñvorennoù ur C’haper droch (mémoires - eñvorennoù bugaleaj, souvenirs d'enfance), Hor Yezh, 1984, 211 p.[3]
- (br) Eujen Chalm, Ur Breizhad skolaer er Mezven : 1938-1942 (mémoires - eñvorennoù yaouankiz, souvenirs de jeunesse), Hor Yezh, 2000[3]
- Eugène Chalm, La grammaire bretonne pour tous, Éd. An Alarc'h, septembre 2008, 1re éd., 252 p.

## La grammaire bretonne pour tous
Cette grammaire grand public s'adresse à ceux qui apprennent la langue, ceux qui s’y perfectionnent, et ceux qui désirent la maîtriser. Elle est considérée comme un ouvrage de référence pour l'apprentissage du breton,,. L'ouvrage a reçu en 2009 le grand prix du livre en langue bretonne Produit en Bretagne.
Les différents chapitres de l'ouvrage :
- Convention orthographiques
- Les mutations
- Le verbe
- Les particules verbales
- La négation
- L'interrogation
- L’exclamation
- Le souhait
- Le nom
- Le complément de nom
- L’article
- Le pronom
- Le possessif
- Les numéraux
- Les démonstratifs
- Les indéfinis
- L’adjectif (et l’adverbe)
- Les prépositions
- Les conjonctions
- La syntaxe
- Formation des mots
- Petit lexique grammatical bilingue
- Index

L'ouvrage a fait l'objet de cinq éditions, en 2008, en 2009, en 2014, en 2018 et en 2022. Les dernières ont bénéficié de révisions et de corrections par une équipe sous la direction de Divi Kervella et constituée de Stefan Carpentier, Gérard Cornillet, Maoris Joubin, Fanch Kedrrain, Mona Maze, Cecilia Pierson et Yann Talbot.
Dernière édition :
- Eugène Chalm, La grammaire bretonne pour tous, Lannion, Éd. An Alarc'h, 2022, 5e éd. (1re éd. 2008), 240 p. (ISBN 978-2-916835-07-5, présentation en ligne). — Présentation détaillée sur le site de Skol Ober.